# Acarocybiopsis
Acarocybiopsis — рід грибів. Назва вперше опублікована 1999 року.

## Класифікація
До роду Acarocybiopsis відносять 1 вид:
- Acarocybiopsis cubitaensis